# Sylvio Capanema
 (juin 2021).
Pour les articles homonymes, voir Capanema (homonymie).
Sylvio Capanema de Sousa (Rio de Janeiro, 1938 - Rio de Janeiro, 20 juin 2020) était un juriste brésilien, auteur de la loi sur le bail. Au cours de sa carrière professionnelle, il a été avocat, professeur de droit et juge,.

## Biographie
Né à Rio de Janeiro, il est diplômé en 1960 de la Faculté de droit de l'université fédérale de Rio de Janeiro. De 1970 à 1994, il a occupé le poste de conseiller juridique de l'Association des propriétaires fonciers de Rio de Janeiro et de la Confédération des associations de propriétaires fonciers du Brésil, et a fondé l'Association des avocats pour le droit immobilier (ABAMI),.
Après 33 ans de pratique en tant qu'avocat, il rejoint la Magistrature de l'État de Rio de Janeiro en 1994, pour la cinquième constitutionnelle.
Il est décédé le 20 juin 2020, à l'âge de 82 ans, victime de la Covid-19, après avoir été hospitalisé dans un hôpital de Rio de Janeiro pendant près de trois mois.